# NoordNed

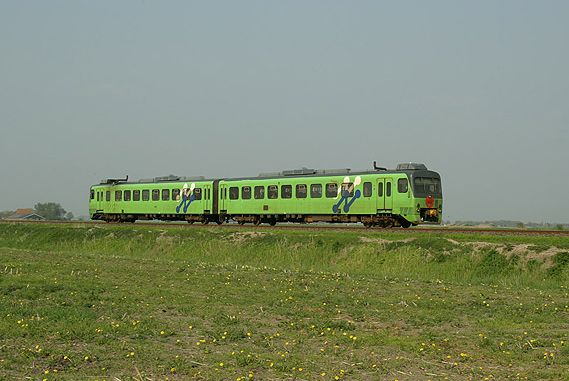
Een Wadloper in de groene kleurstelling van NoordNed

NoordNed Personenvervoer BV was een openbaarvervoerbedrijf dat treinen exploiteerde in Friesland en Groningen (op de Noordelijke Nevenlijnen) en bussen in Noord- en Zuidwest-Friesland.

## Ontstaan
De exploitatie van de drie Friese nevenlijnen zou op 24 mei 1998 worden overgenomen door NoordNed. NoordNed was een samenwerkingsverband tussen NS Reizigers, Veonn groep en Rederij Doeksen. NoordNed zou het gehele regionale openbaar vervoer in de provincie Friesland gaan verzorgen. Wegens omstandigheden, waaronder ontevredenheid onder het personeel, werd de startdatum een jaar uitgesteld. Op 30 september 1998 werd de Veonn Groep overgenomen door Arriva, en werd hierdoor partner in NoordNed.
Uiteindelijk ging NoordNed op 30 mei 1999 van start. NoordNed had hiervoor een deel van het Wadloper- en Buffelmaterieel van NS Reizigers geleaset.
Bij de oprichting van het bedrijf in 1999 was 50% van de aandelen in handen van Arriva, 49,9% van de aandelen in handen van NS Reizigers en 0,1% van de aandelen in handen van ABN AMRO. Rederij Doeksen had zich terugtrokken uit NoordNed. In 2003 heeft Arriva alle aandelen overgenomen. Het bedrijf was vanaf december 2003 voor 100% eigendom van Arriva Personenvervoer Nederland. Vanaf 2006 is NoordNed geheel opgegaan in Arriva, de naam verdween van de bussen en de treinen.

## Treinen
De treinen van NoordNed reden op de volgende trajecten (per 12 december 2005 overgenomen door Arriva):
vanaf mei 1999
- Leeuwarden – Harlingen Haven
- Leeuwarden – Stavoren
- Leeuwarden – Groningen

vanaf juni 2000
- Groningen – Delfzijl
- Groningen – Roodeschool
- Groningen – Nieuweschans

De treinen maakten gebruik van de infrastructuur van ProRail. De treindiensten werden voor het grootste gedeelte gereden met Wadlopers en een aantal Buffels, die van de NS geleaset werden.
Het deeltraject van Nieuweschans naar Leer (Duitsland) is tussen juni 2000 en juni 2002 gesloten geweest om opgeknapt te worden. Vanaf die tijd werden op dit traject door DB treinstellen Baureihe 634 en het laatste jaar Baureihe 614 ingezet van en naar Leer, waarbij er overgestapt moest worden te Nieuweschans. Vanaf 2006 werd ook de treindienst naar Leer overgenomen door Arriva.

### Tarieven
Voor de treinen van NoordNed gold, net als nu nog bij Arriva, het landelijke NS-tarief. De nationale vervoerbewijzen (o.a. Nationale Strippenkaart, Zomerzwerfkaart) die geldig waren op de bus, waren in de provincie Groningen ook geldig in de trein.
NoordNed heeft in de provincie Friesland geëxperimenteerd met M-Ticket, een elektronisch treinkaartje, dat door middel van een sms-bevestiging naar een mobiele telefoon werd gestuurd. Het gebruikte tarief was hierbij lager dan het landelijke NS-tarief.
Eurokaartjes van 1, 3 en 5 euro waren niet geldig in de treinen van NoordNed.

## Bussen

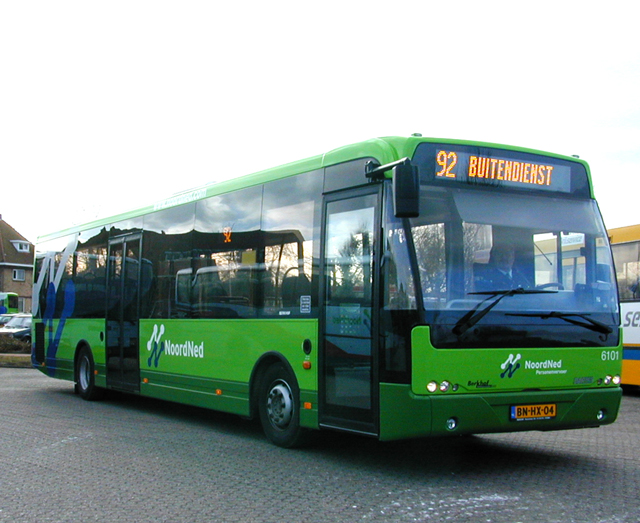
NoordNed bus 6101 op 31 januari 2003 te Sneek

NoordNed exploiteerde naast de treinverbindingen ook de buslijnen in Noord- en Zuidwest-Friesland. Aanvankelijk reed NoordNed ook de stadsdienst Leeuwarden, maar later werd dit toch weer Arriva. De bussen werden allemaal geleaset van Arriva. Veel bussen bleven rijden in hun oude kleurstelling, waaronder die van de FRAM (geel of blauw), Gado Reisnet, (geel/wit), DVM/NWH (geel) en VEONN (wit).
Vanaf 2002 stroomden nieuwe bussen in om de oudste bussen te kunnen vervangen:
- 2002: Berkhof Ambassador in de groene NoordNed huisstijl (serie 6100-6109)
- 2003: Berkhof Ambassador in de groene NoordNed huisstijl (serie 6171-6189)
- 2003: Mercedes-Benz Integro bussen voor de Qliner (nummers 6138-6140 in groene Arriva Qliner huisstijl en 6157-6158 in NoordNed huisstijl)
- 2004: Berkhof Ambassador in de groene NoordNed huisstijl (serie 8064-8069)

Alle nieuwe bussen waren eigendom van Arriva en werden door NoordNed geleaset. Ook had het bedrijf zes bussen in de kleurstelling van Arriva (waaronder Alexander ALX200).

## Opheffing en verder verloop
Omdat het voortbestaan van NoordNed als afzonderlijk bedrijf overbodig was geworden, werd NoordNed per 1 januari 2006 volledig ingelijfd bij Arriva. De bedrijfsnaam NoordNed is hiermee verdwenen. Voor de uitvoering van het openbaar vervoer had dit verder geen gevolgen. Ook de chauffeurs bleven onder dezelfde cao rijden. Wel werden de VDL-Berkhof Ambassador-bussen overgespoten in de Arriva-kleurstelling, en in de blauwe Qliner-kleurstelling voor de Mercedes-Benz O550 Integro. De ex-NoordNed-Ambassadors zijn nog wel te herkennen aan de blauwe bekleding op de passagiersstoelen.
Op 10 december 2006 nam Connexxion het streekvervoer over en verzorgde dit onder de  productnaam Frysker. Op 1 januari 2008 nam deze vervoerder ook de stadslijnen in Leeuwarden over en gebruikte daar de formule Maxx Leeuwarden. Op 9 december 2012 heeft Arriva het busvervoer weer overgenomen.